# 1894 en Italie
Chronologie de l'Italie
- 1890
- 1891
- 1892
- 1893
- 1894
- 1895
- 1896
- 1897
- 1898

## Événements

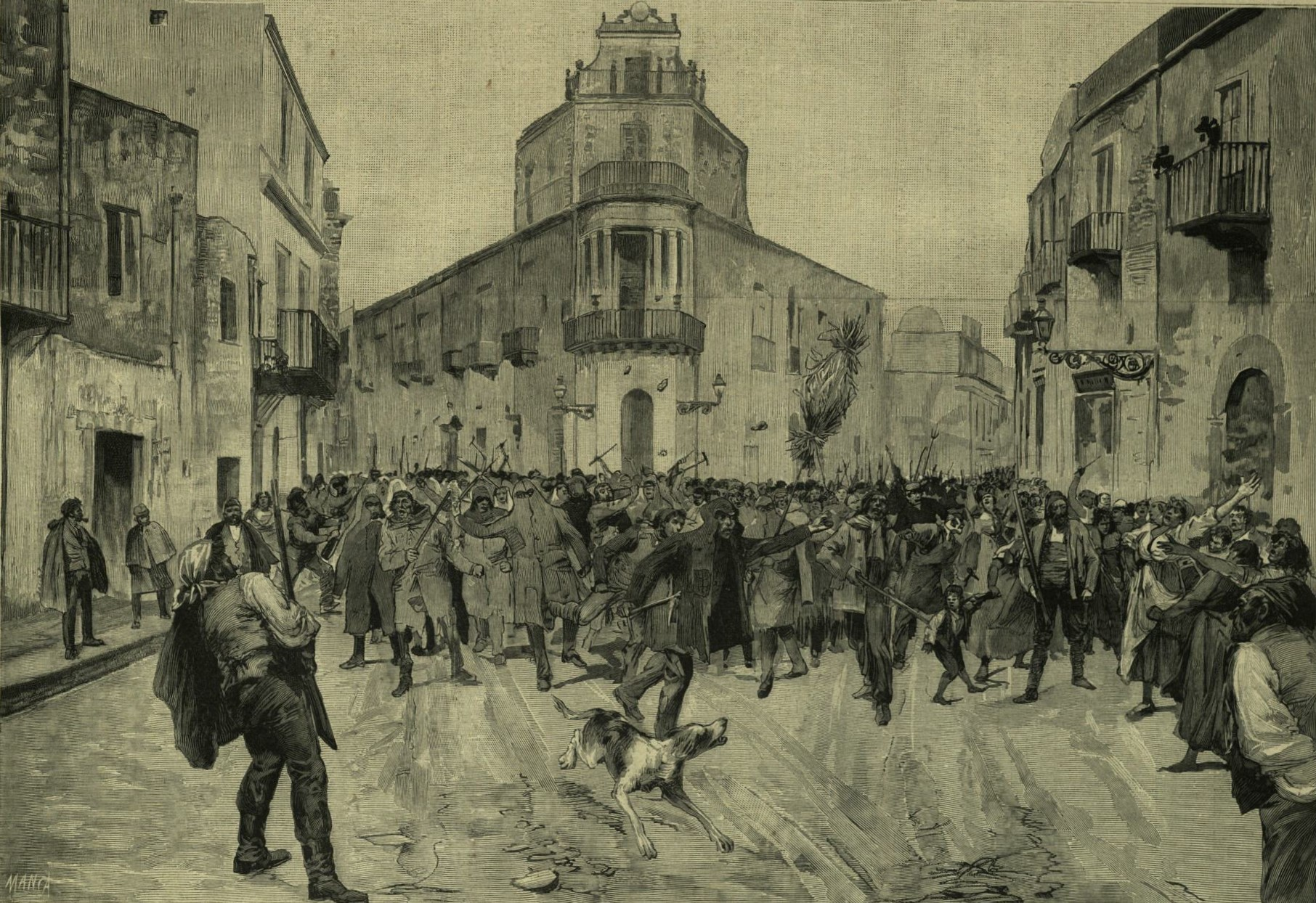
Le théâtre de la révolte en Sicile - Les émeutiers font irruption dans les rues de Castelvetrano. L'Illustrazione italiana, 21 janvier 1894.

- 3 janvier : Francesco Crispi fait proclamer l’État de siège en Sicile où il envoie 40 000 soldats contre les Faisceaux siciliens. La répression déchaîne une révolte anarchiste le 13 janvier en Lunigiana (Toscane) et Crispi réagit en proclamant là aussi l’état de siège[2].

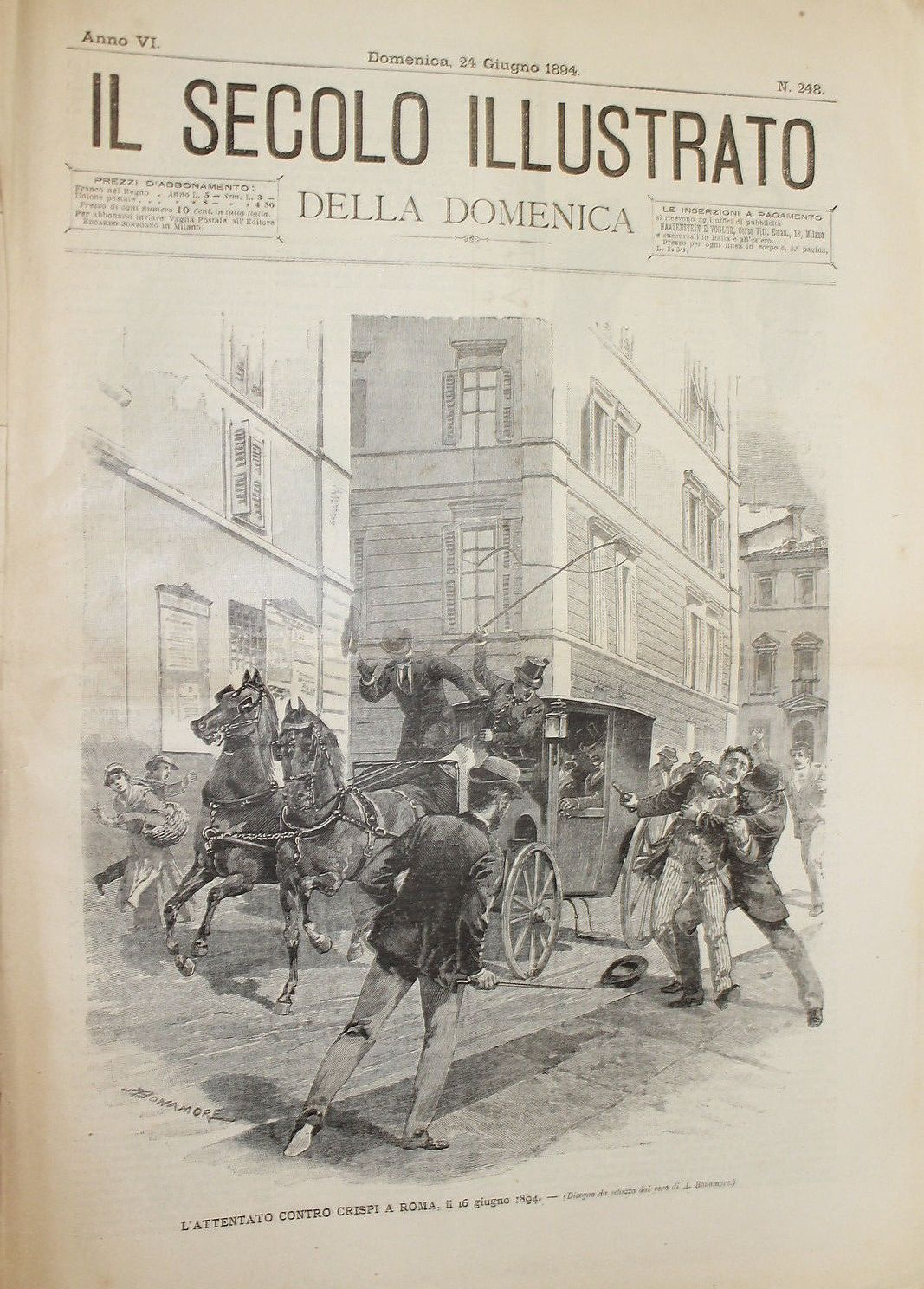
Attentat contre le Premier ministre Francesco Crispi à Rome le 16 juin 1894.

- 16 juin : l’anarchiste Paolo Lega (it) tire un coup de revolver contre Crispi sans l’atteindre[3].
- 5 juin : Crispi, dont la majorité s’affaiblit, démissionne et revient aux affaires après un remaniement le 14 juin[4].
- 24-25 juin : émeutes anti-italiennes après l’assassinat de Sadi Carnot à Lyon par Sante Geronimo Caserio ; 3000 émigrants italiens doivent quitter la ville[5].
- 17 juillet : le général Baratieri occupe Kassala au Soudan[6].
- 19 juillet : trois lois d'exception dites « anti-anarchistes » sont promulguées[7]. Elle permettent l'arrestation et la mise en résidence surveillée de ceux qu'on soupçonne être anarchistes, de dissoudre deux cents associations ou cercles, de suspendre les journaux socialistes[8]. De nombreux anarchistes émigrent en France[4].

- 30 septembre : l'archéologue et égyptologue italien Ernesto Schiaparelli est nommé directeur de la collection d'antiquités égyptiennes du Musée de Turin[9].
- 10 octobre : la Banque allemande Bleichröder reconstitue à Milan la Banca Commerciale Italiana. Un autre groupe de banques allemandes forme à Gênes le 5 février 1895 la Banca di credito italiano sur les ruines de la Banca generale[10].
- 22 octobre : le Parti socialiste est dissout[7].

## Culture

### Livres parus en 1894
- Gabriele D'Annunzio : Triomphe de la mort.
- Federico De Roberto : Les Vice-rois.

## Naissances en 1894
- 8 juillet : Carlo Ludovico Bragaglia, réalisateur prolifique, auteur d'une soixantaine de films des années 1930 jusqu'au début des années 1960. († 3 janvier 1998)
- 9 juillet : Nedo Nadi, escrimeur, six médailles d’or aux Jeux olympiques de Stockholm (1912) (fleuret individuel) et à ceux d’Anvers (1920)  (fleuret individuel, sabre individuel, fleuret par équipe, épée et sabre par équipe). († 29 janvier 1940)

## Décès en 1894
- 19 février : Camillo Sivori, 78 ans, violoniste et compositeur. (° 25 octobre 1815)
- 21 février : Marie Henriette Dominici, 65 ans, religieuse italienne, cofondatrice des sœurs de Sainte-Anne de Turin, reconnue bienheureuse par l'Église catholique. (° 10 octobre 1828)
- 2 avril : Achille Vianelli, 90 ans, peintre, l'un des principaux artistes de l'École du Pausilippe. (° 31 décembre 1803)
- 31 juillet : Charles-Félix Biscarra, 71 ans, peintre et critique d'art, connu pour ses peintures d'histoire et ses paysages. (° 26 mars 1823)
- 19 août : Giovannina Lucca, 84 ans, éditrice d'ouvrages musicaux. (° 1810)
- 17 décembre : Pompeo Marino Molmenti, 75 ans, peintre. (° 8 novembre 1819)
- 21 décembre  : Marie-Hélène Bettini, 80 ans, religieuse, fondatrice des Filles de la divine providence de Rome et reconnue vénérable par l'Église catholique. (° 6 janvier 1814)